# 史提夫·貝克

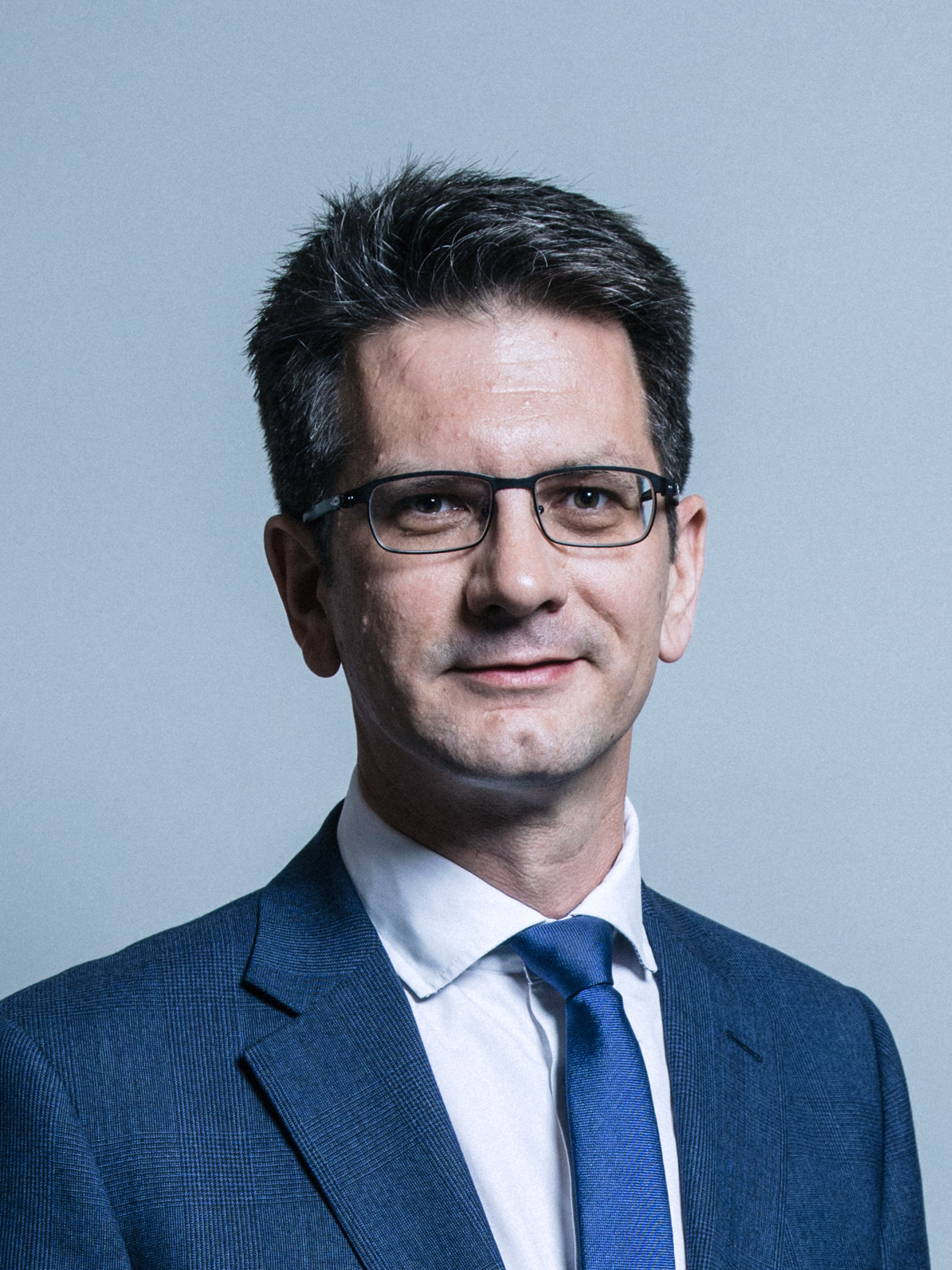

史提夫·约翰·貝克（1971年6月6日—）是一位英格蘭政治人物，他的黨籍是保守黨。

## 生平
他曾經在英國皇家空軍服役。自2010年開始，他擔任威科姆選區選出的英國下議院議員。